# Mangetsu Hanamura
Pour les articles homonymes, voir Mangetsu.
Mangetsu Hanamura (花村 萬月, Hanamura Mangetsu), nom véritable Yoshikawa Ichirō, né le 5 février 1955 à Tokyo, est un écrivain japonais.

## Biographie
Hanamura voyage à moto à travers le Japon à la fin de ses études au lycée et gagne sa vie en occupant différents petits boulots. Il fait ses débuts littéraires en 1989 avec le roman Goddu bureisu monogatari, pour lequel il est distingué du prix Subaru des jeunes auteurs. En 1998, il est lauréat du prix Akutagawa pour le roman Gerumaniumu no yoru, adapté au cinéma dans un film homonyme par Tatsushi Ōmori en 2005. En 1999, Rokurō Mochizuki (en) tourne un film d'après son roman  Minazuki.

## Source de la traduction
- (de) Cet article est partiellement ou en totalité issu de l’article de Wikipédia en allemand intitulé « Mangetsu Hanamura » (voir la liste des auteurs).